# ترافيس غريني
ترافيس غريني (بالإنجليزية: Travis Greene)‏ هو كاتب أغاني أمريكي، ولد في 17 يناير 1984 في ديلاوير في الولايات المتحدة.

## وصلات خارجية
- الموقع الرسمي